# Historique des indicatifs régionaux du Colorado

Carte de l'État du Colorado avec ses quatre indicatifs régionaux

Cet article décrit les étapes de l'introduction des indicatifs régionaux du Plan de numérotation nord-américain dans l'État du Colorado aux États-Unis.

## Historique
De 1947 (date de l'implantation du Plan de numérotation nord-américain) au 5 mars 1988, l'indicatif 303 couvrait tout l'État du Colorado. Cet indicatif est l'un des indicatifs originaux du Plan de numérotation nord-américain. 
Le 5 mars 1988, une première scission de l'indicatif 303 a créé l'indicatif 719 qui couvre la partie sud-est du Colorado.
Le 2 avril 1995, une seconde scission de l'indicatif 303 a créé l'indicatif 970 qui couvre le nord et l'ouest de l'État.
Le 1er juin 1998, l'indicatif 720 a été créé par chevauchement de l'indicatif 303.